# Villavelasco de Valderaduey
Villavelasco de Valderaduey es una localidad española perteneciente al municipio de Villazanzo de Valderaduey, en la provincia de León, comunidad autónoma de Castilla y León.

## Geografía

### Ubicación
| Noroeste: Valdescapa de Cea | Norte: Villazanzo de Valderaduey | Noreste: Villazanzo de Valderaduey |
| Oeste: Saelices del Río     |                                  | Este: Villadiego de Cea            |
| Suroeste Cea                | Sur: San Pedro de Valderaduey    | Sureste: San Pedro de Valderaduey  |

## Demografía
Evolución de la población
| Gráfica de evolución demográfica de Villavelasco de Valderaduey entre 2000 y 2014 |
|                                                                                   |
| Población de derecho (2000-2014) según el padrón municipal del INE                |